# I’m Alive (песня Селин Дион)
«I’m Alive» — песня, записанная канадской певицей Селин Дион для её восьмого англоязычного альбома A New Day Has Come. Она была выпущена в качестве второго сингла с альбома 9 августа 2002. Композиция также стала саундтреком к фильму «Стюарт Литтл 2». Авторами песни стали Кристиан Лундин и Андреас Карлссон, которые ранее уже работали с исполнительницей над песней «That’s The Way It Is» в 1999 году.
Музыкальное видео было снято режиссером Дейвом Мейерсом в период с 24 по 25 мая 2002 года, премьера состоялась в июне 2002 года. Было сделано две версии: с или без вставок из фильма «Стюарт Литтл 2». Песня «i’m Alive» стала мировым хитом, войдя в десятку лучших во многих странах. Она получила платиновую сертификацию в Бельгии, золотую во Франции и серебряную в Великобритании.

## Чарты

### Еженедельные чарты
| Чарт (2002–2009)                            | Пиковая позиция |
| ------------------------------------------- | --------------- |
| Австралия (ARIA)                            | 30              |
| Австрия (Ö3 Austria Top 40)                 | 5               |
| Бельгия/Фландрия (Ultratop 50)              | 2               |
| Бельгия/Валлония (Ultratop 50)              | 2               |
| Канада (Billboard Canadian Hot 100)         | 21              |
| Канада (Billboard AC)                       | 1               |
| Канада (Nielsen BDS Airplay Chart)          | 18              |
| Чехия (Rádio Top 50)                        | 1               |
| Дания (Tracklisten)                         | 7               |
| Европейский союз (European Hot 100 Singles) | 2               |
| Финляндия (Suomen virallinen lista)         | 13              |
| Франция (SNEP)                              | 7               |
| Германия (GfK)                              | 4               |
| Греция (IFPI)                               | 7               |
| Венгрия (Single Top 40)                     | 14              |
| Ирландия (IRMA)                             | 22              |
| Италия (FIMI)                               | 25              |
| Нидерланды (Dutch Top 40)                   | 23              |
| Нидерланды (Single Top 100)                 | 7               |
| Новая Зеландия (Recorded Music NZ)          | 35              |
| Норвегия (VG-lista)                         | 22              |
| Польша (National Airplay Chart)             | 1               |
| Португалия (AFP)                            | 4               |
| Квебек (ADISQ)                              | 2               |
| Румыния (Romanian Top 100)                  | 1               |
| Шотландия (OCC Scotland)                    | 9               |
| Испания (PROMUSICAE)                        | 20              |
| Швеция (Sverigetopplistan)                  | 5               |
| Швейцария (Schweizer Hitparade)             | 7               |
| Великобритания (OCC UK Singles)             | 17              |
| США (Billboard Bubbling Under Hot 100)      | 11              |
| США (Billboard Adult Contemporary)          | 6               |
| США (Billboard Dance Club Songs)            | 35              |

## Сертификации и продажи
| Регион | Сертификация | Продажи  |
| --- | ------------ | -------- |
| Бельгия (BEA) | Платиновый   | 50 000*  |
| Франция (SNEP) | Золотой      | 250 000* |
| Великобритания (BPI) | Серебряный   | 200 000  |
| * Данные о продажах приведены только на основе сертификации. · Данные о продажах + прослушиваниях приведены только на основе сертификации. |              |          |